# Antitireoidiano

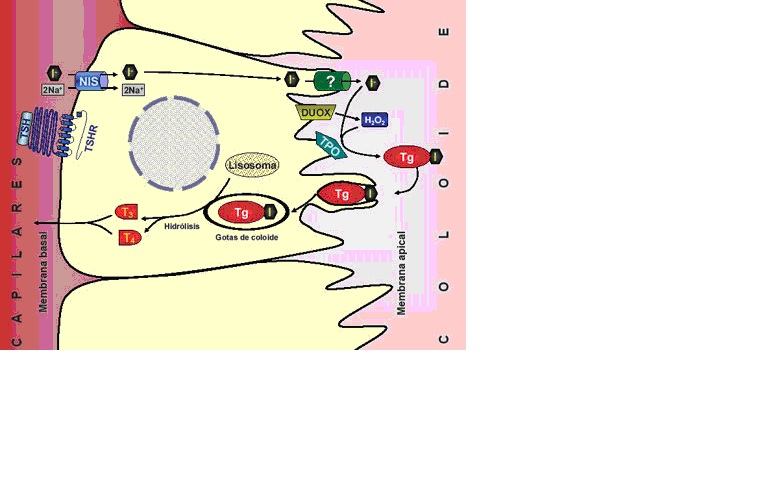
Esquema da síntese de tiroxina

Antitireoidiano é um fármaco antagonista dos principais hormônios da tireoide, a triiodotironina (T3) e a tiroxina (T4). Atuam na tireoide inibindo a união de iodo necessária para formar tiroglobulina, o precursor da T3 e T4. São usados para tratar hipertireoidismo e crise tireotóxica. Devem ser usados por 6 a 24 meses no tratamento da Doença de Graves. Em 0,05% dos casos causam agranulocitose.

## Tipos
As principais drogas antitireoidianas são:
- Metimazol;
- Propiltiouracil (PTU)
- Carbmazol
- Perclorato de potássio

O Metimazol é o mais usado, pois é mais barato, os efeitos aparecem mais cedo e com menos comprimidos por dia. Porém, em grávidas a melhor opção é o propiltiouracil.

## Mecanismo de ação
Inibem competitivamente a peroxidase da tireoide que catalisa as reações de iodação da tiroglobulina. O propiltiouracil reduz o desiodação de T4 em T3 nos tecidos periféricos.

## Advertência
Recomenda-se parar de fumar e inibir reações de autoimunidade para evitar que a Doença de Graves retorne alguns meses ou anos depois.